# Labeo meroensis
Labeo meroensis är en fiskart som beskrevs av Johann Wilhelm Karl Moritz 2007. Labeo meroensis ingår i släktet Labeo och familjen karpfiskar. Inga underarter finns listade i Catalogue of Life.